# Вършечка котловина
Вършечката котловина е котловинна депресия в Северозападна България, Западния Предбалкан, югоизточната част на Област Монтана. По южната и източната ѝ периферия преминава условната граница между Западния Предбалкан и Западна Стара планина.

## География

### Географско разположение и особености
Котловината е разположена в северното подножие на планината Козница, а на изток е оградена от стръмните склонове на Врачанска планина. Котловинното дъно има 350 – 500 м н.в. със средната надморска височина около 400 м и е широко отворена на север. Дължината на котловината от север на юг е 9,5 километра, а ширината – 1,5 километра. Релефът е хълмист, разчленен от гъстата долинна мрежа на река Ботуня и притоците ѝ. Образувана е върху гранити и триаски пясъчници и конгломерати, припокрити в южните части и покрай реките от речни наноси. Котловината е добре разработена и много плодородна. Голямото биоразнообразие в района се определя от факта, че повече от 40% от територията на община Вършец е заета от широколистни и иглолистни гори, както и от включения в нея Природен парк Врачански Балкан. Запазени са множество редки и защитени растения и животни.

### Климат
Котловината спада към умереноконтиненталната климатична област. Климатът е мек, характеризира се с прохладно лято и мека зима със средна годишна температура 8 – 10 °C и средногодишно количество на валежите 850 – 900 мм. Преобладават южни ветрове.

### Водни ресурси
Главната водна артерия за района е река Ботуня и притоците ѝ. Реките, събиращи водите си от високопланинските части са предимно със снежно-дъждовно подхранване, характеризиращо се с ясно изразено пролетно-пълноводие (април-май) и два минимума – зимен и летен. Водите на р. Ботуня и притоците ѝ се използват за задоволяване на различни нужди: в бита, промишлеността и в селското стопанство – за напояване. В поречието ѝ са изградени редица хидротехнически съоръжения. В района има ограничени ресурси на подземни води. Голяма част от тях са привързани към скалните комплекси, а някои контактуват с терасните води на р. Ботуня и притоците ѝ. В с. Спанчевци има изградени 2 микроязовира („Среченска бара“ и „Радова бара“) с цел напояване на земеделските земи. Те благоприятстват развитието на рибно стопанство и развитието на риболовен туризъм.

### Почви
Характерни за района са светлосиви и тъмносиви горски почви, а по склоновете и билата на Главната Старопланинска верига – кафяви горски и планинско-ливадни почви, заети от пасища и гори. Почвено-климатичните условия и силното вертикално разчленение на релефа са довели до развитието на силна и много силна степен на ерозия, особено в обезлесените участъци. Почвеното плодородие и продуктивността на основните земеделски култури намаляват с 30 до 60 % при тези условия.
Те са образувани върху формации на палеозоя – южнобългарски граници – силно напукани, в горните си части изветрени до грус, на места силно заглинени. Мощността на хумусния хоризонт е 30 – 40 см. Друг почвен тип е алувиалния. Разположени са върху алувиални отложения при наличие на високи подпочвени води, които създават благоприятни условия за развитието на ливадна растителност. Алувиалните почви имат от 10 до 80 см хумусен хоризонт, лек механичен състав, по-неблагоприятни физико-химични свойства от канелените горски почви. Алувиалните и делувиалните почви са със сравнително високо плодородие. Значителни са и площите заети от ливадно-канелени и песъчливо-глинести почви.

### Флора
Вършечката котловина се характеризира с широколистни, иглолистни и смесени гори и богато разнообразие от лечебни растения. Във вертикално отношение попада в равнинно-хълмистия и хълмисто-предпланинския пояс на дъбовите гори (500 – 550 м). Дървесната и храстовата растителност е представена от съобществата на сухоустойчиви видове: цер, космат дъб, келяв габър, бяла акация, обикновен глог, шипка. Във влажните места покрай поречията на реките се срещат влаголюбиви видове – върба, топола, бряст, елша.

### Фауна
Районът се характеризира с голямо биоразнообразие, като са установени над 400 вида висши растения и над 50 вида птици. Като характерни и типични за района от гръбначната фауна могат да бъдат посочени следните видове:
- бозайници – сърна, елен, дива свиня, вълк, източноевропейски таралеж, заек, обикновена полевка, полска мишка и други;
- птици – бял щъркел, обикновен мишелов, керкенез, малък сокол, обикновена гургулица, обикновена кукувица, домашна кукумявка, черен бързолет, селска лястовица, градска лястовица, син синигер, полско врабче и други;
- влечуги – зелен гущер, ливаден гущер, водна змия, смок мишкар и други.

В различни части са регистрирани някои редки и застрашени от изчезване растителни видове: триумпеста дзуха, късна лойдия, снежно кокиче, блатно кокиче, недоразвит лимодорум, есенен спиралник, рогат блатняк, Стефчова тръстика, храсталачна глушина, Маришко подрумиче, планинско подрумиче. Регистрирани са някои защитени животински видове: малка белочела гъска, скален орел, сокол скитник, степен блатар, горски бекас, гълъб хралупар, черен кълвач, южен белогръд кълвач, пъстър пор, голям ястреб.

## Балнеология и туризъм
Вършечката котловина е прекрасно място за почивка, спорт, климато- и балнеолечение. Нейната близост с вековни гори, причудливи скални образувания, красиви и разнообразни пейзажи от планинския венец Козница, я прави изходен пункт за туризъм. Най-голямото богатство на Вършечката котловина са бликащите от пукнатините на гранитно-диоритните масиви многобройни минерални извори със силно лечебно действие. По-топлият извор е с температура на водата 36,2 °C, а тъй нареченият „хладен“ извор е с температура 32 °C.

## Селища, транспорт
Във Вършечката котловина са разположени 4 населени места – град Вършец (в южната част) и селата Спанчевци (в югозападната част), Стояново и Долно Озирово (в северната част).
От юг на север, на протежение от 7,5 км, в северната част на котловината преминава участък от третокласен път № 162 от Държавната пътна мрежа Лакатник – Бели извор, а в югозападната част, на протежение от 5,2 км – участък от третокласен път № 812 Берковица – Вършец.